# Estádio Arthur Lawson
Estádio Arthur Lawson – stadion piłkarski, w Rio Grande, Rio Grande do Sul, Brazylia, na którym swoje mecze rozgrywa klub Sport Club Rio Grande.